# Leo McKern
Reginald "Leo" McKern, född 16 mars 1920 i Sydney, New South Wales, död 23 juli 2002 i Bath, Somerset, Storbritannien, var en australisk-brittisk skådespelare. Bland McKerns noterbara roller märks Clang i Hjälp! (1965), Thomas Cromwell i En man för alla tider (1966), Tom Ryan i Ryan's dotter (1970), Paddy Button i Den blå lagunen (1980), Dr. Grogan i Den franske löjtnantens kvinna (1981), Fader Imperius i Ladyhawke (1985) och Horace Rumpole i serien Rumpole of the Bailey. Han har även gestaltat Carl Bugenhagen i Omen (1976) med uppföljare.

## Biografi
Efter avslutade skolstudier började McKern som 15-åring arbeta på en fabrik; där råkade han ut för en olycka och miste ena ögat. Under andra världskriget tjänstgjorde Leo McKern som korpral vid Royal Engineering Corps i delstaten Victoria. Efter kriget blev han medlem av ett teatersällskap. 
Leo McKern kom till England 1946 och året därpå anslöt han sig till Combined Services Entertainment Unit och följde med på en turné till Tyskland. McKern uppmärksammades för sitt skådespeleri och fick en inbjudan från Old Vic och sedan Royal Shakespeare Company.Leo McKern spelade bland annat med i uppsättningen av Hamlet på Kronborg slott i Helsingör, Danmark, åren 1949 och 1950.
McKern gjorde sin filmdebut 1951. Han var en skicklig karaktärsskådespelare. För svensk TV-publik är McKern bland annat känd från TV-serien Rumpole of the Bailey (1978-1980, 1983, 1987-1988 och 1991-1992).

## Filmografi i urval
- 1951 – Murder in the Cathedral
- 1959 – Den blinda gudinnan
- 1959 – Musen som röt
- 1964 – I giftigaste laget
- 1965 – Hjälp!
- 1965 – Ett lättfärdigt stycke
- 1966 – En man för alla tider
- 1967 – The Prisoner (TV-serie)
- 1970 – Ryan's dotter
- 1975 – Sherlock Holmes' smarta brorsa
- 1976 – Omen
- 1980 – Den blå lagunen
- 1981 – Den franske löjtnantens kvinna
- 1985 – Ladyhawke